# Bart Goossens
Bart Goossens is een Belgische voetballer die zijn opleiding genoot bij AA Gent (1993-2004). Na het doorlopen van de jeugdreeksen kreeg hij zijn kans in de A-kern.
In zijn eerste seizoen bij AA Gent kon Goossens regelmatig op speelminuten rekenen. In het volgende seizoen werd Georges Leekens trainer, waardoor zijn opmars werd afgeremd. Goossens zette een stap terug en vertrok naar KFC VW Hamme. De Zelzatenaar beleefde vier jaren bij Vigor Wuitens, waarmee hij in 2006 zelfs bekervoetbal kon spelen op de velden van Standard Luik en RSC Anderlecht. Daarna ging hij naar toenmalig eersteklasser SV Roeselare.
In zijn eerste seizoen bij SV Roeselare kwam Goossens regelmatig aan de aftrap. Na de komst van Dennis van Wijk moest hij lange tijd wachten op een kans, nadat hij er in de maanden september, oktober en november wel nog bij was. Goossens verscheen na Nieuwjaar nog twee keer aan de aftrap, de eindronde meegerekend. Toen zijn contract medio 2010 afliep bij het gedegradeerde Roeselare, kreeg Goossens klierkoorts. Hierdoor haakten tal van clubs af. Eind oktober vond hij onderdak bij toenmalig tweedeklasser Standaard Wetteren. Daar kwam hij in de basisploeg. Een plek die hij niet meer afgaf tot het einde van het seizoen 2011/12. Bij Wetteren werd Bart opgemerkt door scouts van Lommel United. In juli 2012 tekende Goossens een contract bij de toenmalige tweedeklasser. Hiermee pakte hij in het seizoen 2014/15 nipt naast de titel. In mei 2016 verlengde Goossens zijn contract bij Lommel met drie jaar. Door de degradatie van Lommel op het einde van het seizoen 2016-2017 werd Goossens een vrije speler. In de zomer van 2017 verhuisde naar KMSK Deinze die zal uitkomen in de eerste klasse van het nationaal voetbal.
In het derde seizoen bij KMSK Deinze behaalt hij de titel. In mei 2020, in volle coronacrisis, tekent hij bij de nieuwe fusieclub KSV Lokeren Temse.
De Oost-Vlaming, van opleiding een centrale middenvelder, studeerde begin 2008 af als gegradueerde in de marketing.

## Statistieken
| Seizoen         | Club               | Competitie             | Competitie | Competitie | Play-offs | Play-offs | Beker | Beker | Totaal | Totaal |
| Seizoen         | Club               | Competitie             | Wed.       | Dlp.       | Wed.      | Dlp.      | Wed.  | Dlp.  | Wed.   | Dlp.   |
| --------------- | ------------------ | ---------------------- | ---------- | ---------- | --------- | --------- | ----- | ----- | ------ | ------ |
| 2003-2004       | AA Gent            | Eerste klasse          | 15         | 0          | —         | —         | ?     | ?     | 15     | 0      |
| 2004-2005       | KFC VW Hamme       | Tweede klasse          | 28         | 0          | —         | —         | 0     | ?     | 28     | 0      |
| 2005-2006       | KFC VW Hamme       | Tweede klasse          | 30         | 1          | —         | —         | 2     | ?     | 31     | 1      |
| 2006-2007       | KFC VW Hamme       | Tweede klasse          | 32         | 0          | 5         | 5         | 2     | ?     | 34     | 0      |
| 2007-2008       | KFC VW Hamme       | Tweede klasse          | 34         | 1          | —         | —         | 2     | ?     | 36     | 1      |
| 2008-2009       | KSV Roeselare      | Eerste klasse          | 15         | 0          | —         | —         | 0     | 0     | 15     | 0      |
| 2009-2010       | KSV Roeselare      | Eerste klasse          | 3          | 0          | 0         | 0         | 0     | 0     | 3      | 0      |
| 2010-2011       | Standaard Wetteren | Tweede klasse          | 18         | 1          | —         | —         | 1     | 0     | 19     | 1      |
| 2011-2012       | Standaard Wetteren | Tweede klasse          | 28         | 3          | —         | —         | 1     | 1     | 29     | 4      |
| 2012-2013       | Lommel United      | Tweede klasse          | 27         | 2          | 0         | 0         | 1     | 0     | 28     | 2      |
| 2013-2014       | Lommel United      | Tweede klasse          | 27         | 0          | 0         | 0         | 1     | 0     | 28     | 0      |
| 2014-2015       | Lommel United      | Tweede klasse          | 33         | 1          | 4         | 0         | 3     | 0     | 40     | 1      |
| 2015-2016       | Lommel United      | Tweede klasse          | 30         | 1          | 0         | 0         | 1     | 0     | 31     | 1      |
| 2016-2017       | Lommel United      | Tweede klasse          | 25         | 0          | 6         | 0         | 2     | 0     | 33     | 0      |
| 2017-2018       | KMSK Deinze        | Eerste klasse amateurs | 28         | 0          | 4         | 0         | 1     | 0     | 32     | 0      |
| 2018-2019       |                    |                        | 28         | 2          | 4         |           | 4     |       | 32     | 2      |
| 2019-2020       |                    |                        | 11         |            |           |           | 1     |       | 12     |        |
| Carrière totaal | Carrière totaal    | Carrière totaal        | 412        | 12         | 23        | 0         | 22    | 1     | 446    | 11     |